# Deportarea din iunie

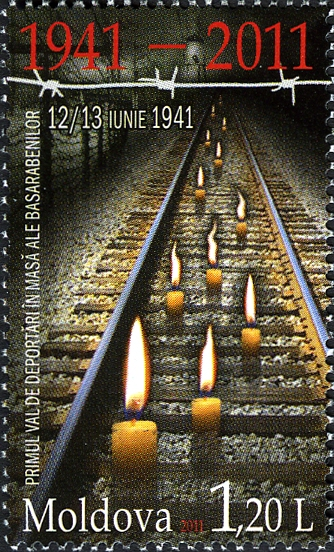
Timbru la Poștei Republicii Moldova pentru comemorarea a 70 de ani de la primul val de deportări din Basarabia

Deportarea din iunie (în estonă juuniküüditamine, în letonă jūnija deportācijas, în lituaniană birželio trėmimai) a fost acțiunea de deportare în masă de către autoritățile sovietice a zeci de mii de oameni din teritoriile ocupate în 1940–1941: statele baltice, Polonia ocupată (în special din teritoriile vestice ale Belarusului și Ucrainei din zilele noastre) și Basarabia și Bucovina de Nord.
Aceste deportări în masă au fost organizate în conformitate cu liniile directoare stabilite de NKVD și KGB.  Lavrenti Beria, comisar al poporului pentru afaceriel interne, a fost cel care a supervizat întreaga acțiune. Comitetul Central al Particului Comunist al Uniunii Sovietice a dat pe 16 mai 1941 „Cu privire la măsurile de curățare a Republicilor Sovietice Lituanieană, Letonă și Estonă de elementul antisovietic, criminal și social periculos". Trebuie subliniat că, la început, deportările urmau să fie făcute doar din Lituania, iar numele Letoniei și Estoniei au fost adăugate de mână în textul dactilografiat al decretului. 
Numele oficial al acestei operațiuni secrete a fost „Hotărâre privind evacuarea elementelor periculoase din punct de vedere social din republicile baltice, Ucraina de vest, Belarusul de vest și Moldova”. Miliția a efectuat arestările în colaborare cu membrii locali ai Partidului Comunist.

## Deportările
Deportările au avut loc din 22 mai până în 20 iunie 1941 (cu două zile înainte de declanșarea  Operațiunii Barbarossa. Autoritățile sovietice au subliniat că aceste deportări au avut ca scop protecție împotriva unor revoltele antisovietice din spatele Armatei Roșii și din zona de frontieră . Scopul real al deportărilor deportărilor a fost eliminarea adversarilor politici ai guvernului sovietic, nu consolidarea securității în pregătirea apărării împotriva unui viitor atac german..
Deportările au avut loc la un an după ocuparea și anexarea statelor baltice și a Basarabiei și nordului Bucovinei și a vizat așa numitele „elemente antisovietice" . În Polonia ocupată, deportările din iunie au reprezentat al patrulea val de deportări în masă  care a avut ca scop combaterea Organizației „contrarevoluționare” a Naționaliștilor Ucraineni.
Procedura deportării a fost aprobată de Ivan Serov prin așa-numitele Instrucțini Serov. Oamenii au fost deportați fără judecătă. Odată cu deportații principali au fost deportați și membrii familiilor acestora. 
Categoriile vizate de deportări au fost următoarele:
Trebuiau să fie arestați și trimiși în lagăre de muncă pentru perioade de 5 până la 8 ani, proprietățile lor confiscate iar, după executarea sentinței, urmau să fie trimiși în exil intern în zone îndepărtate, de unde le era interzis să plece:
- membri activi ai partidelor contrarevoluționare și ale organizațiilor naționaliste antisovietice;
- foști jandarmi, membri ai poliției secrete, ofițeri superiori de poliție sau agenți de poliție, gardieni de închisori, dacă existau documentelor incriminatoare;
- foști mari proprietari de terenuri, mari comercianți, industriași și foști înalți oficiali ai aparatului de stat burghez din Lituania, Letonia și Estonia;
- foști ofițeri ai armatelor poloneze, lituaniene, letone, estone și ai Mișcării Albe, dacă existau documentelor incriminatoare;
- elemente criminale care continuau să se angajeze în activități infracționale.

Trebuiau să fie arestați, proprietățile lor confiscate și trimiși în exil intern în zone îndepărtate pentru 20 de ani :
- membrii familiei persoanelor incluse în articolele 1-4;
- membrii de familie ai membrilor organizațiilor naționaliste contrarevoluționare ai căror conducători au fost condamnați la  pedeapsa capitală sau au  intrat în ilegalitate și se ascund;
- Persoanele care au sosit din Germania prin repatriere, precum și germanii înregistrați pentru a pleca și care au refuzat să plece în Germania, în legătură cu care există materiale despre activitățile lor antisovietice sau legăturile cu serviciile de informații străine.
- Persoanele care au sosit din Germania prin repatriere, precum și germanii care au depus cerere pentru plecare în Germania și s-au răzgândit, pentru care există dovezi despre activități antisovietice, sau legături cu serviciile de informații străine.

A fost adăugată o categorie separată a prostituatelor, care erau înregistrate ca atare în evidențele poliției din Estonia, Letonia și Lituania și care continuau să practice prostituția. Acestea trebuiau să fie deportate pentru o perioadă de cinci ani în regiunile nordice ale Kazahstanului.
Bărbații au fost trimiși în lagărele Gulagului din Siberia și cei mai mulți au murit aici. Femeile și copii au fost strămutați cu forța  în regiunile Omsk și Novosibirsk, ținuturile Krasnoiarsk și Altai și Kazahstan. Rata mortalității în rândul deportaților estonieni a fost estimată la 60%.
În afară de deportări și colonizări forțate, au avut loc aproximativ 40 de asasinate în masă în Lituania în săptămâna 22-27 iunie. De exemplu, 230 de lituanieni au fost uciși în lagărul de concentrare Pravieniškės, iar 15 prizonieri lituanieni au fost executați în închisoarea din Minsk. Un număr de 70-80 de prizonieri politici lituanieni au fost executați de NKVD în pădurea Rainiai după înăbușirea unei rebeliuni populare.

### Deportarea din Moldova
În luna iunie a anului 1941 au început deportările „elementelor nedorite” și din teritoriile care au devenit parte a URSS în 1940. În Basarabia (inclusiv regiunile Cernăuți și Ismail, transferate la RSS Ucraineană), deportările au început în noaptea de 12 spre 13 iunie. Organizatorul deportării a fost reprezentantul desemnat de CC al PC al Uniunii Sovietice, împuternicitul Sovietului Comisarilor Poporului (guvernul sovietic) pentru Moldova, Sergo Goglidze. Au fost deportați „capii de familie” (care au fost trimiși în GULAG) și membrii familiilor acestora (cărora li s-a stabilit domiciliu obligatoriu în zone îndepărtate ale URSS, unde au fost considerați i „coloniști exilați”). Coloniști exilați din regiunile Basarabiei și Bucovinei au fost deportați în  Republica Sovietică Socialistă Kazahă,  Republica Autonomă Sovietică Socialistă Komi, Ținutul Krasnoiarsk și regiunile  Omsk și  Novosibirsk. Estimările sovietice ale numărului total de exilați din Moldova în toate regiunile de deportare este de 25.711 persoane, organizați în 29 de eșaloane. Prin raportul comisarului adjunct pentru securitatea de stat Kobulov adresat pe 14 iunie lui Stalin, Molotov și Beria, numărul capilor de familie și a membrilor familiilor lor „retrași” a fost de 29.839 de persoane.
În perioada 18-20 iunie au fost deportați aproximativ 5 mii de locuitori ai Moldovei. Bărbații au fost transportați în patru eșaloane, dintre care trei au fost trimise în Kozelșciîna din Regiunea Poltava și unul în Regiunea Sumî.

## Numărul deportaților
Numărul de persoane deportate a inclus:
| Statul interbelic                                                | Numărul de deportați                                        | Numărul de deportați                        | Numărul de deportați                       |
| Statul interbelic                                                | În domiciliu forțat (din rapoartele oficiale ale NKVD-ului) | În lagăre de prizonieri și domiciliu forțat | Alte estimări (din cercetări independente) |
| ---------------------------------------------------------------- | ----------------------------------------------------------- | ------------------------------------------- | ------------------------------------------ |
| Estonia                                                          | 5,978                                                       | 10.000 – 11.000                             |                                            |
| Letonia                                                          | 9.546                                                       | 15.000                                      |                                            |
| Lituania                                                         | 10.187                                                      | 17.500                                      |                                            |
| Polonia                                                          | 11.329 (Ucraina de vest) 22.353 (Belarusul de vest)         | 24.412 (Belarusul de vest)                  | 200.000 – 300.000                          |
| Româniaa                                                         | 24.360                                                      |                                             | 300.000                                    |
| a Moldova sovietică și regiunile Cernăuți și Ismail ale Ucrainei |                                                             |                                             |                                            |

## În media
Deportarea din iunie a fost subiect pentru mai multe filme turnate în țările baltice după recucerirea independenței. Filmul lituanian din 2013 Excursionistul (Ekskursante) prezintă aventurile unei fete de 10 ani, evadată dintr-un lagăr. Filmul estonian din 2014 În bătaia vântului (Risttuules) este un film-eseu bazat pe memoriile unei femei deportate împreună cu familiar în Siberia. Estonianul Ülo Pikkov a realizat un film scurt de animație Memoria trupului (Kehamälu) în 2012. Filmul leton Cronicile Melaniei (Melānijas hronika) din 2016 este bazat de asemenea pe memoriile unei femei care a trăit drama deportării.
Eufrosinia Kersnovskaia, care a fost deportată din Basarabia și a petrecut 12 ani în Norillag, este autoarea unor memorii adunate într-o carte cu titlul „Cât valorează un om”, apărută la început în samizdat, publicată mai apoi în 1990 în Rusia în Ogoniok și Marea Britanie  în The Observer.

## Vedeți și:
- Deportările staliniste din Basarabia și Nordul Bucovinei
- Deportările sovietice din Estonia
- Deportările sovietice din Lituania
- Deportările sovietice din Estonia